# 32 травня
32 травня — вигадана дата календаря.

## Відображення в культурі
- У фільмі «Той самий Мюнхгаузен» барон Мюнхгаузен, підписуючи документи про розлучення, ставить в графі «число» 32 травня — за його розрахунками, в календар за минулі тисячоліття вкралася помилка, пов'язана з більш точно обчисленим ним періодом обертання Землі навколо власної осі, а тому в цьому році має бути ще один додатковий день. Але ідеї барона нікого не цікавлять, всі сприймають його вчинок як черговий виклик громадському порядку.
- Щороку в Музеї барона Мюнхгаузена відзначається прихід 32 травня.
- До початку в 2014 році війни на Донбасі в Луганську з ініціативи літературного угруповання «СТАН» протягом шести років проходив нічний кінофестиваль «32 травня», присвячений дню захисту дітей. У 2013 році фестиваль пройшов також у Донецьку, Маріуполі, Краматорську та Добропіллі[1]. У 2017 році фестиваль відновили в Сєвєродонецьку, у 2018 році він пройшов у Щасті[2][3]. У 2010 році правозахисний кінофестиваль пройшов у Санкт-Петербурзі[4].